# Saint-Fulgent-des-Ormes
Saint-Fulgent-des-Ormes ist eine französische Gemeinde mit 174 Einwohnern (Stand: 1. Januar 2022) im Département Orne in der Region Normandie. Sie gehört zum Arrondissement Mortagne-au-Perche und zum Kanton Ceton.
Nachbargemeinden sind Origny-le-Roux im Nordwesten, Chemilli im Norden, Vaunoise im Nordosten, Igé im Südosten, Saint-Cosme-en-Vairais im Süden und Saint-Pierre-des-Ormes im Südwesten.

## Bevölkerungsentwicklung
| Jahr      | 1962 | 1968 | 1975 | 1982 | 1990 | 1999 | 2008 | 2015 |
| --------- | ---- | ---- | ---- | ---- | ---- | ---- | ---- | ---- |
| Einwohner | 265  | 250  | 204  | 197  | 176  | 158  | 162  | 169  |